# Melanomys robustulus
Melanomys robustulus es una especie de roedor de la familia Cricetidae.

## Distribución geográfica
Se encuentra en la ladera oriental de los Andes en Lista de los mamíferos de Ecuador. 